# Symbiotes impressus
Symbiotes impressus es una especie de coleóptero de la familia Endomychidae.

## Distribución geográfica
Habita en Ohio (Estados Unidos).